# Astérix (videojoc)
Astérix és un videojoc de plataformes editat el 1993 per a Super Nintendo i Gameboy per part d'Infogrames. El videojoc està basat en la sèrie d'historietes Astèrix i forma part d'una sèrie de videojocs d'aquesta llicència. Aquest videojoc només està disponible a PAL a causa de la seva publicació exclusiva a Europa.

## Joc
El protagonista és Astèrix el gal, el qual ha de rescatar el seu amic de mans dels romans després de travessar una sèrie de nivells en diferents escenaris (com la neu o el bosc). Ha d'evitar els enemics, siguin soldats o part dels escenaris (com ara animals salvatges) per no perdre tots els cors que simbolitzen la seva vida. El scroll avança horitzontalment fins que Astèrix, a vegades després d'un circuit laberíntic, arriba al final de la pantalla i pot passar a la següent etapa.